# Halictophagus oncometopiae
Halictophagus oncometopiae är en insektsart som först beskrevs av Pierce 1918.  Halictophagus oncometopiae ingår i släktet Halictophagus och familjen kamvridvingar. Inga underarter finns listade i Catalogue of Life.